# Ansley Common
Ansley Common – wieś w Anglii, w hrabstwie Warwickshire. Leży 28 km na północ od miasta Warwick i 150 km na północny zachód od Londynu.